# Springfield (Missouri)
Springfield è la terza città più grande dello Stato del Missouri ed è il capoluogo della contea di Greene. Al censimento del 2010, la sua popolazione era di 159 498 abitanti. Nel 2017, il Census Bureau stimava la sua popolazione in 167 376 abitanti. È una delle due principali città dell'area metropolitana di Springfield-Branson, che ha una popolazione di 541 991 abitanti e comprende le contee di Christian, Dallas, Greene, Polk, Webster, Stone e Taney.
Il soprannome di Springfield è "città regina degli Ozarks" (Queen City of the Ozarks) ed è nota come il "luogo di nascita della Route 66" (Birthplace of Route 66). È sede di tre università, Missouri State University, Drury University e Evangel University.

## Geografia fisica
Secondo lo United States Census Bureau, ha un'area totale di 82,31 mi² (213,18 km²).

## Società

### Evoluzione demografica
Secondo il censimento del 2010, la popolazione era di 159 498 abitanti.

### Etnie e minoranze straniere
Secondo il censimento del 2010, la composizione etnica della città era formata dall'88,7% di bianchi, il 4,1% di afroamericani, lo 0,8% di nativi americani, l'1,9% di asiatici, lo 0,2% di oceaniani, l'1,2% di altre etnie, e il 3,2% di due o più etnie. Ispanici o latinos di qualunque etnia erano il 3,7% della popolazione.

## Amministrazione

### Gemellaggi
- Isesaki[3];
- Tlaquepaque[3]